# Women Against Feminism
Women Against Feminism (pol. Kobiety Przeciwko Feminizmowi) – grupa kobiet, które twierdzą, że opowiadają się za zdolnością do życia i pracy w partnerstwie z mężczyznami. Ta grupa dzieli się równymi ideałami z antyfeministkami. Używając hasztagu #WomenAgainstFeminism, ze zwykle towarzyszącym zdjęciem typu selfie, trzymając odręczne plakaty podające powody, dla których nie zgadzają się ze współczesnym feminizmem. Większość postów zaczyna się od stwierdzenia: I don’t need feminism because (Nie potrzebuję feminizmu, bo), z podanym powodem poniżej.
Zwolennicy tego ruchu korzystają przede wszystkim z platform mediów społecznościowych, takich jak Twitter i Tumblr, prowadząc jednocześnie kampanie na portalach takich jak Facebook i YouTube, aby promować swoje poglądy.

## Powstanie ruchu
Kampania „Kobiety przeciwko feminizmowi” rozpoczęła się na Tumblr w lipcu 2013 roku, prawdopodobnie w odpowiedzi na kampanię „Who Needs Feminism”. Według BBC, ruch ten jest społecznością internetową, która wykorzystuje media społecznościowe do oznaczania feminizmu jako ruchu toksycznego. Za oryginalnym twórcą strony Women Against Feminism Tumblr podąża Amerykanka, która zdecydowała się pozostać anonimowa ze względu na nękanie w sieci i bunt, z jakim spotkała się z powodu swojej idei. Co więcej, według The Daily Dot, kampania zdobyła rozgłos na przełomie lipca i sierpnia 2014 roku, kiedy to kilku wybitnych felietonistów i blogerów zwróciło na nią uwagę mediów.
12 września 2017 roku na blogu Women Against Feminism zatytułowanym What is Feminism? ukazał się post popierający bloga. Członkini wspólnoty i pisarka Jinna stwierdziła: „Gdyby zapytano Women Against Feminism, czy uważają, że kobiety i mężczyźni powinni mieć równe prawa człowieka i równość wobec prawa, odpowiedź brzmiałaby Tak”. Blog porusza problem współczesnej praktyki feminizmu, a nie fundamentalnej definicji feminizmu z tego powodu, że feminizm trzeciej fali nie jest feminizmem. Stwierdziła, że dopóki mężczyźni i kobiety są równi wobec prawa, feminizm jest niepotrzebny, sprzyja złej woli i odwraca uwagę od kwestii praw mężczyzn.
Nina Burleigh, krytyczka grupy Women Against Feminism, napisała w artykule dla The New York Observer, że uważa, iż niektóre wpisy na Tumblr nie zostały napisane przez kobiety, ale zostały napisane przez działaczy na rzecz praw mężczyzn. Zwróciła uwagę, że podobne tematy i treści można było znaleźć również na stronach internetowych poświęconych prawom mężczyzn.
Na przykład cytowane przez nią wypowiedzi Tumblr zawierają: „Nie potrzebuję feminizmu, ponieważ tylko słabe umysły łapią się w kulty” (ang. I don’t need feminism because only the weak-minded buy into cults) oraz „ponieważ obwinianie mężczyzn za swoje WŁASNE NIEBEZPIECZEŃSTWA i błędy jest NIEPRAWDĄ I BŁĘDEM” (ang. because blaming men for your OWN insecurities and mistakes is WRONG & ABSURD) Nina Burleigh argumentowała, że podobieństwa między oświadczeniami znalezionymi na stronie Women Against Feminism a ideami z antyfeministycznych stron internetowych oznaczają, że argumenty te zostały faktycznie przedstawione przez te same osoby.
Swoją argumentację zakończyła stwierdzeniem: Wszystko o Women Against Feminism sugeruje, że jest to pacynka pokrzywdzonych mizoginistów i pedofilów z antyfeministycznej trybuny praw mężczyzn (ang. Everything about Women Against Feminism suggests it’s a sock puppet for the aggrieved misogynists and pedophiles of the anti-feminist men’s rights crowd).
W artykule dla The Boston Globe, Cathy Young opisała idee Women Against Feminism oraz krytykę skierowaną przeciwko grupie. Stwierdziła, że ludzie uważają, iż kobiety popierające tę grupę są przeciwne równości płci. Poparła to stwierdzenie analizą wpisów na hashtagu #WomenAgainstFeminism autorstwa blogerki AstrokidNJ. Analiza ta wykazała, że 46 procent wpisów było egalitarnych, 19 procent popierało kwestie męskie, a 12 procent krytykowało feministyczną nietolerancję wobec odmienności. Tylko 23 proc. odzwierciedlało tradycjonalistyczne poglądy, takie jak poparcie dla odmiennych ról płciowych, rycerstwa czy pełnoetatowego macierzyństwa.
W artykule w magazynie Time Cathy Young stwierdziła, że niektóre Kobiety Przeciwko Feminizmowi, choć są w stanie uznać walkę feminizmu o prawa kobiet, uważają, że współczesny zachodni feminizm stał się siłą dzielącą, a czasem nienawistną. Inne przykłady komentarzy na hashtagu, zauważone przez Time, to m.in.: ponieważ lubię golić nogi i nosić wspierający biustonosz (ang. because I like to shave my legs and wear a supportive bra); ponieważ w tym ruchu mniej chodzi o równość, a bardziej o odczłowieczanie mężczyzn (ang. because this movement is less about equality, and more about dehumanizing men); oraz ponieważ Susan B. Anthony była pro-life, a dzisiejsze feministki nie są (ang. because Susan B. Anthony was pro-life & pro-family today’s feminists are not).

## Odpowiedzi
Reakcja mediów, komentatorów społecznych i feministek obejmowała zarówno wsparcie i krytykę.
Zwolenniczki Women Against Feminism zauważyły, że współczesny feminizm zbłądził w pewnym sensie i przytaczają przykłady, takie jak radykalne feministki nie popierające transkobiet i mówiące takie rzeczy, jak: każdy, kto urodził się mężczyzną, zachowuje męski przywilej w społeczeństwie, nawet jeśli zdecyduje się żyć jako kobieta i związane z tym skargi, że niektóre feministki wyolbrzymiają problemy kobiet, ignorując jednocześnie problemy mężczyzn.
Przytoczono również debatę na temat aborcji oraz argument, że kobiety ucierpiały w wyniku kultury feministycznej, która promuje przygodny seks jako upodmiotowienie. W artykule dla The Globe and Mail, Margaret Wente wspiera Women Against Feminism, mówiąc, że wierzy, iż współczesny feminizm stał się systemem przekonań, który przedstawia wypaczone spojrzenie na rzeczywistość oparte na błędach i kulturze ofiar oraz kwestionuje istnienie kultury gwałtu.
Krytycy twierdzą, że młode kobiety zaangażowane w tę kampanię nie zdają się wiedzieć, czym jest feminizm, i argumentują przeciwko wyimaginowanemu wrogowi za pomocą argumentów atakowania chochoła. Komentator z czasopisma Time pisze: Większość postów zawiera pewne powtórzenia głównego nieporozumienia dotyczącego feminizmu, że podstawowym przekonaniem feminizmu jest nienawiść do mężczyzn.
Pewien komentator z The Irish Independent napisał, że bycie antyfeministką jest jak bycie zwolennikiem apartheidu lub przeciwnikiem sprawiedliwości społecznej, ale nikt nie pomyśli, że słodko jest trzymać znak, który to mówi.
Podczas gdy inni, tacy jak Mackenzie Cockerill zauważają, że globalna kultura mizoginizmu rozwija się i kwitnie dzięki Internetowi i jego bezprecedensowemu potencjałowi łączenia ludzi i ich idei.
Komentując kampanię, Anette Borchorst, profesor i badaczka w dziedzinie seksu i płci na Wydziale Nauk Politycznych Uniwersytetu w Aalborgu, stwierdziła, że w feminizmie zawsze dochodziło do nieporozumień i debat, a debaty te pomagają w rozwoju ruchu”. Dodała, że „feminizm zawsze generował debatę wśród kobiet i trudno jest wyobrazić sobie światopogląd feministyczny, na który wszyscy mogą się zgodzić.
W artykule z września 2015 autorstwa Beulah Maud Devaney na openDemocracy porównano Women Against Feminism do historii opozycji kobiet do feminizmu sięgającej końca XVII wieku, sugerując, że współczesna kampania antyfeministyczna będzie równie nieskuteczna w zwalczaniu ruchu feministycznego, jak poprzednie tego rodzaju wysiłki. Devaney stwierdziła, że aktywistki grupy Women Against Feminism reprezentują głównie pogląd uprzywilejowanych kobiet, które chcą utrzymać status quo i w związku z tym celowo wypaczają to, co feminizm oznacza. Według Devaney: W miarę jak feminizm na skrzyżowaniu dróg staje się coraz bardziej popularny, należy niestety oczekiwać, że niektóre białe, proste, ciskobiety na świecie będą postrzegać nacisk na swój własny przywilej jako atak. W podobny sposób feministka wzywa do bardziej integracyjnego standardu urody i docenienia wielu typów ciała, którą można odczytać jako próbę podważenia stereotypu, że chuda biała dziewczyna jest idealną estetyką. Devaney dodała, że członkiniom Women Against Feminism nie udało się powstrzymać społecznego poparcia dla programu feministycznego, że jego wpływ jest niewielki, a jego argumenty są łatwe do odrzucenia. Devaney doszła jednak do wniosku, że antyfeminizm grupy zasługuje na bliższe zbadanie.
W październiku 2015 roku Angela Epstein wspomniała na swoim blogu w artykule redakcyjnym krytykującym feministki za to, że są nieprzyjemne dla kobiet, które się z nimi nie zgadzają. Epstein argumentowała, że feministki przegrały swoją sprawę i walczą z niepotrzebnymi bitwami i przegadanymi się kwestiami, takimi jak samozwańczy szklany sufit kobiet. Opowiadając o swoich doświadczeniach z otrzymywaniem obraźliwych wiadomości po podzieleniu się swoim stanowiskiem na temat współczesnego feminizmu z BBC News, stwierdziła: Nie oczekuję, że wszystkie kobiety zgodzą się ze mną. Ale jest wiele kobiet, które się zgadzają.